# Коваріантність і контраваріантність (математика)

дотичного базиса
     e1, e2, e3 в      координатних кривих (ліворуч),
дуального базиса, ковекторного базиса або взаємного базиса
     e1, e2, e3 в      координатних поверхнях (праворуч),

вектор v, описаний в термінах
дотичного базиса:
- e1, e2, e3 в координатних кривих (ліворуч),
дуального базиса, ковекторного базиса або взаємного базиса:
- e1, e2, e3 в координатних поверхнях (праворуч),
в 3-d загальних криволінійних координатах (q1, q2, q3), кортеж чисел для визначення точки в координатному просторі. Зверніть увагу, що базис і кобазіс збігаються тільки тоді, коли базис ортогональний.

Коваріантність і контраваріантність — поняття, які використовуються в математиці (лінійній алгебрі, диференціальній геометрії, тензорному аналізі) і у фізиці, для опису того, як тензори (скаляри, вектори, оператори, білінійні форми тощо) змінюються при перетвореннях базисів у відповідних просторах або многовидах. Контраваріантними називають «звичайні» компоненти, які при зміні базису простору змінюються за допомогою перетворення, зворотного до перетворення базису. Коваріантними — ті, які змінюються так само, як і базис.
Зв'язок між коваріантними і контраваріантними координатами тензора можливий тільки в просторах, де заданий метричний тензор (не слід плутати з метричним простором).
Терміни коваріантність і контраваріантність були введені Сильвестром в 1853 році для досліджень з алгебричної теорії інваріантів.

## Додаткові джерела
- Hazewinkel, Michiel, ред. (2001), tensor Covariant tensor, Математична енциклопедія, Springer, ISBN 978-1-55608-010-4
- Hazewinkel, Michiel, ред. (2001), tensor Contravariant tensor, Математична енциклопедія, Springer, ISBN 978-1-55608-010-4
- Weisstein, Eric W. Covariant Tensor(англ.) на сайті Wolfram MathWorld.
- Weisstein, Eric W. Contravariant Tensor(англ.) на сайті Wolfram MathWorld.
- Invariance, Contravariance, and Covariance
- Introduction to tensor calculus - Kees Dullemond & Kasper Peeters [Архівовано 4 Вересня 2019 у Wayback Machine.]